# Keeping up with the Joneses

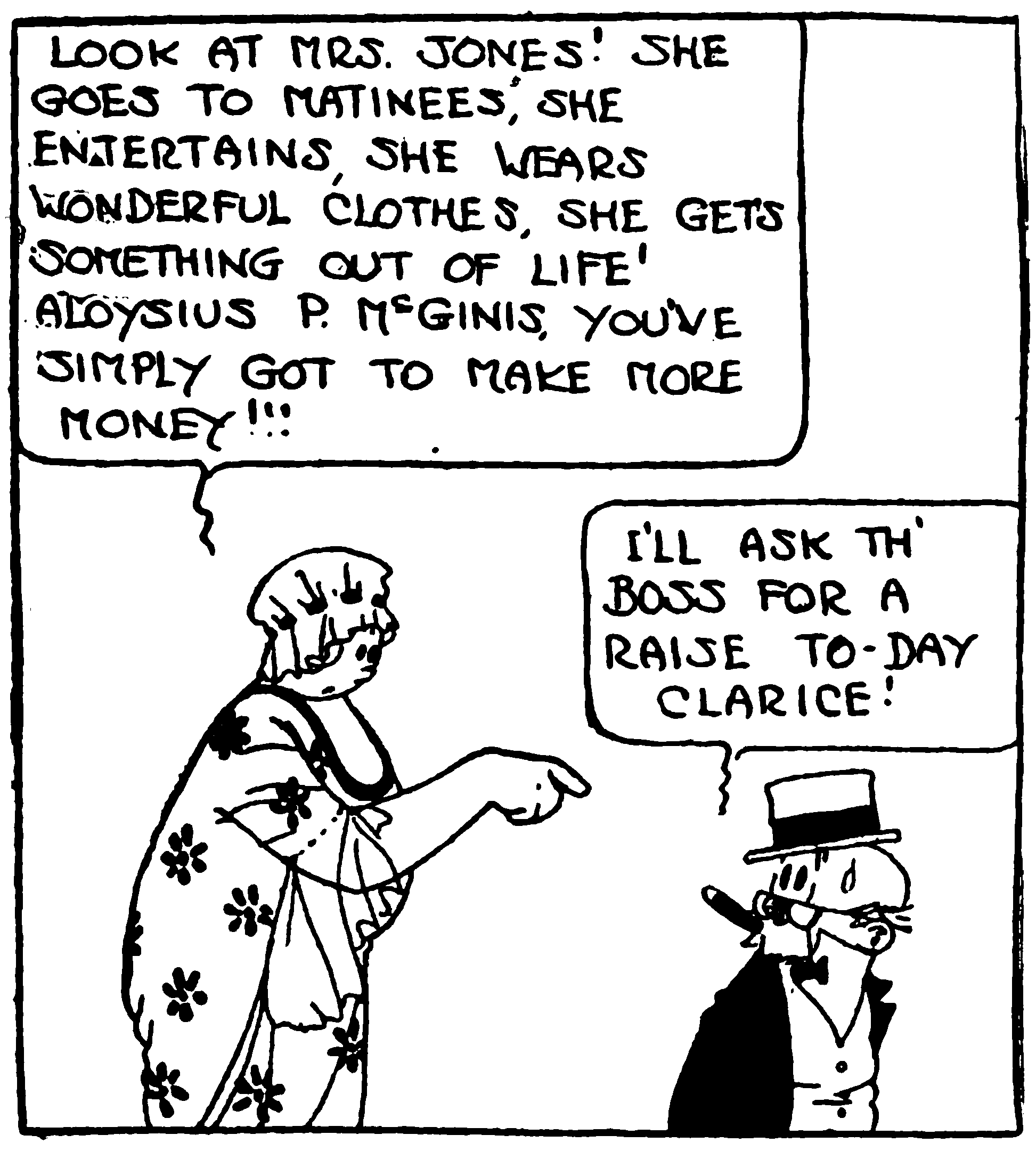
Tira cómica original de Pop Momand, 1920

"Keeping up with the Joneses" es un latiguillo del inglés que hace referencia a la comparación con el vecino de al lado como una marca para la clase social o la acumulación de bienes materiales. "To fail to keep up with the Joneses" se percibe como la demostración de inferioridad cultural o socioeconómica.

## Orígenes
La frase se popularizó con una tira cómica del mismo nombre creada por el historietista Arthur R. "Pop" Momand. La tira debutó en 1916 en el New York World, pero aparece en colecciones desde el 1 de abril de 1913, estando en los periódicos estadounidenses durante unos 28 años y adaptada en libros, películas y comedias musicales. Los "Joneses" del título eran vecinos de los protagonistas, pero nunca llegan a aparecer en las viñetas, siendo entonces personajes fantasma durante todos los capítulos.

## Efectos sociales
La filosofía de la tira tiene unos efectos muy extendidos en la sociedad. De acuerdo con ella, la ostentación material ocurre cuando la gente busca su estándar de vida en relación con la de sus pares. El término fue re-acuñado o reintroducido en la narrativa estadounidense en 1976 al aparecer en un pequeño artículo hablando sobre este estilo y ha sido una idea comercial y cultural desde entonces.
De acuerdo a Roger Mason, la demanda de bienes de estatus, con el combustible del consumo masivo se ha diversificado desde la inversión en manufacturas de más bienes materiales y servicios para satisfacer las preocupaciones del consumidor respecto a su "standing" social relativo y su prestigio
El status social en principio dependía del apellido familiar, sin embargo, el consumismo en EE. UU. dio paso a la movilidad social y el cambio de clase social. Con el incremento de la disponibilidad de bienes, la población tendió a definirse a sí misma según sus posesiones y la búsqueda para acceder a un mayor estatus se aceleró. El deseo de mejorar la posición en la jerarquía social es responsable de gran parte de la movilidad social en EE. UU. La movilidad ascendente en décadas se debió a la incorporación masiva de la mujer al trabajo, incrementando desde el 46% (mujeres de más de 16 años) en 1974 al 60% en 2004.
Incluso en países donde el deseo de la mejora en la movilidad social via consumismo y consumerismo es fuerte, los pobres no son capaces de mejorar por sí mismos. Doug Henwook observó que los pobres de EE. UU. y los británicos tienden a serlo durante un período de tiempo mayor: casi la mitad de la población pobre durante un año lo fue durante más años, comparado con el 30% en Canadá o el 36% en Alemania.[cita requerida]